# Морозово (Крым)
Моро́зово (до 1948 года Джума́ш-Кирк; укр. Морозове, крымскотат. Сumaş Qırq, Джумаш Къыркъ) — исчезнувшее село в Джанкойском районе Республики Крым, располагавшееся в центре района, в степной части Крыма, на берегу одного из заливов Сиваша, примерно в 1 км к северу от современного села Митюрино.

### Динамика численности населения
| - 1805 год — 43 чел. - 1864 год — 14 чел. - 1889 год — 36 чел. | - 1900 год — 82 чел. - 1915 год — 38/22 чел. - 1926 год — 69 чел. |

## История
Первое документальное упоминание села встречается в Камеральном Описании Крыма… 1784 года, судя по которому, в последний период Крымского ханства Кучук Кырк входил в Дип Чонгарский кадылык Карасубазарского каймаканства. После присоединения Крыма к России (8) 19 апреля 1783 года, (8) 19 февраля 1784 года, именным указом Екатерины II сенату, на территории бывшего Крымского Ханства была образована Таврическая область и деревня была приписана к Перекопскому уезду. После Павловских реформ, с 1796 по 1802 год, входила в Перекопский уезд Новороссийской губернии. По новому административному делению, после создания 8 (20) октября 1802 года Таврической губернии, Джумаш-Кирк был включён в состав Биюк-Тузакчинской волости Перекопского уезда.
По Ведомости о всех селениях в Перекопском уезде состоящих с показанием в которой волости сколько числом дворов и душ… от 21 октября 1805 года в деревне Джамаш-Кирк числилось 6 дворов, 39 крымских татар и 4 ясыров. На военно-топографической карте генерал-майора Мухина 1817 года деревня Биюк-Кирк обозначена с 5 дворами. После реформы волостного деления 1829 года Джумаш-Кирк, согласно «Ведомости о казённых волостях Таврической губернии 1829 года», остался в составе Тузакчинской волости. На карте 1836 года в деревне 7 дворов, а на карте 1842 года обозначен условным знаком «малая деревня», то есть, менее 5 дворов.
В 1860-х годах, после земской реформы Александра II, деревню приписали к Владиславской волости того же уезда. В «Списке населённых мест Таврической губернии по сведениям 1864 года», составленном по результатам VIII ревизии 1864 года, Джумаш-Кирк — владельческая татарская деревня с 3 дворами и 14 жителями при колодцах. По обследованиям профессора А. Н. Козловского начала 1860-х годов, в селении имелась «мелкая пресная вода» в колодцах глубиной 1 сажень (2 м). Согласно «Памятной книжке Таврической губернии за 1867 год», деревня стояла покинутая, ввиду эмиграции крымских татар, особенно массовой после Крымской войны 1853—1856 годов, в Турцию. На трёхверстовой карте Шуберта 1865—1876 года деревня отмечена как Чокралы Кырк с 1 двором. К 1886 году Владиславская волость была упразднена и в «Памятной книге Таврической губернии 1889 года» по результатам Х ревизии 1887 года записан Джума-Кырк Байгончекской волости, уже, очевидно, заселённый выходцами из материковой России, с 6 дворами и 36 жителями.
После земской реформы 1890 года Джумаш-Кырк отнесли к Ак-Шеихской волости.
По «…Памятной книжке Таврической губернии на 1900 год» в деревне числилось 82 жителя в 14 дворах. По Статистическому справочнику Таврической губернии. Ч.II-я. Статистический очерк, выпуск пятый Перекопский уезд, 1915 год, в деревне Джумаш-Кирк (Кайзера) Ак-Шеихской волости Перекопского уезда числилось 7 дворов с немецким населением в количестве 38 человек приписных жителей и 22 — «посторонних».
После установления в Крыму Советской власти, по постановлению Крымревкома от 8 января 1921 года № 206 «Об изменении административных границ» была упразднена волостная система и в составе Джанкойского уезда был создан Джанкойский район. В 1922 году уезды преобразовали в округа. 11 октября 1923 года, согласно постановлению ВЦИК, в административное деление Крымской АССР были внесены изменения, в результате которых округа были ликвидированы, основной административной единицей стал Джанкойский район и село включили в его состав. Согласно Списку населённых пунктов Крымской АССР по Всесоюзной переписи 17 декабря 1926 года, в селе Джумаш-Кирк Камаджинского сельсовета Джанкойского района, числилось 11 дворов, все крестьянские, население составляло 69 человек, все немцы. Вскоре после начала Великой Отечественной войны, 18 августа 1941 года крымские немцы были выселены, сначала в Ставропольский край, а затем в Сибирь и северный Казахстан.
После освобождения Крыма от фашистов в апреле, 12 августа 1944 года было принято постановление № ГОКО-6372с «О переселении колхозников в районы Крыма» и в сентябре 1944 года в район приехали первые новоселы (27 семей) из Каменец-Подольской и Киевской областей, а в начале 1950-х годов последовала вторая волна переселенцев из различных областей Украины. С 25 июня 1946 года селение в составе Крымской области РСФСР.
Указом Президиума Верховного Совета РСФСР от 18 мая 1948 года, Джумаш-Кирк переименовали в Морозово. 26 апреля 1954 года Крымская область была передана из состава РСФСР в состав УССР. Ликвидировано до 1960 года, поскольку в «Справочнике административно-территориального деления Крымской области на 15 июня 1960 года» селение уже не значилось (согласно справочнику «Крымская область. Административно-территориальное деление на 1 января 1968 года» — в период с 1954 по 1968 годы как село Заречненского сельсовета.